# Assamia rufa
Assamia rufa is een hooiwagen uit de familie Assamiidae. De wetenschappelijke naam van Assamia rufa gaat terug op Roewer.